# Lukáš Tešák
Lukáš Tesák (ur. 8 marca 1985 w Żarze nad Hronem) – słowacki piłkarz występujący na pozycji obrońcy.

## Kariera piłkarska

### Kariera klubowa
W sezonie 2005/06 rozpoczął karierę piłkarską w klubie MFK Dubnica. Potem występował w słowackich klubach MŠK Żylina, MŠK Rimavská Sobota, FK Senica i 1. FC Tatran Prešov. W sierpniu 2010 podpisał 2-letni kontrakt z ukraińską Zorią Ługańsk, w którym występował do maja 2012.